# Kalkfeld
Kalkfeld es un pueblo de Namibia, al oeste de Otjiwarongo en la región de Otjozondjupa.